# Шер
Вижте пояснителната страница за други личности с името Шер.
Шер (на английски: Cher), с рождено име Шерилин Саркисян (Cherilyn Sarkisian), е американска поп певица и актриса от арменски произход по бащина линия и 1/16 чероки-индианка по майчина линия. Носителка е на наградите Оскар, Грами,  Тони , Еми, БАФТА, Златен глобус, както и има звезда на Алеята на Славата в Холивуд.
Шер е родена на 20 май 1946 г. в малкото градче Ел Сентро – Калифорния. Нейното истинско име е Шерилин Ла Пиер Саркисян (Cherilyn La Pier Sarkisian). Тя има арменски произход по бащина линия, a майка ѝ e полуфранцузойка-полуиндианка. Когато Шер е още съвсем малка, баща ѝ напуска семейството, оставяйки майка ѝ, Джорджия Холта, неуспяла актриса, да се грижи сама за Шерилин. По-късно правят няколко опита да се съберат и да запазят семейството си, но безуспешно. На 16 години Шер напуска училище и заминава заедно с приятелка за Лос Анджелис да си търси късмета и изпълнена с мечти да покори Холивуд. Амбициозната провинциалистка се влюбва в 27-годишния музикант и композитор Салваторе Боно – Сони, за когото по-късно се омъжва. От този брак през 1969 г. се ражда дъщеря им Честити. Скоро след развода си със Сони, Шер се омъжва отново за едно от лошите момчета на рокендрола – Грег Олман, от когото има син – Илайджа.
Шер умее много добре да подбира песните си и знае как да ги изпълнява с емоционална сила и характерен тембър. В допълнение към убедителните ѝ способности на вокален стилист и към имиджа ѝ на знаменитост от световна величина, тя същевременно демонстрира забележителна издръжливост и способност за адаптация, които са ѝ позволили да направи много хитове в различни периоди и десетилетия, като в същото време успява да блести и в други творчески полета – като киното и модата.

## Кариера

### 1962 – 1964: Началото преди големия старт
Кариерата на Шер започва в началото на 60-те години на ХХ век, когато среща Сони Боно – музикант и политик. Той започва да я използва като беквокалистка, а скоро продуцира и сингъл за нея – „Ringo I Love You“. Парчето обаче не оставя никакви следи. Скоро Шер и Сони започват да се изявяват като дует, отначало под името Сизър и Клио (Цезар и Клеопатра), и бързо записват няколко песни – „The Letter“, „Do You Wanna Dance“ и „Love Is Strange“, които така и не носят желания успех. В края на 1964 Шер (тогава още под името Шерилин), сключва договор със звукозаписната компания „Liberty Records“, а Сони играе ролята на продуцент. Песента „Dream Baby“ е харесана от радиостанциите и скоро става локален хит. Месец след това Сони и Шер сключват договор с „Reprise Records“ и реализират първия си сингъл – „Baby Don't Gо“. Песента бързо става голям хит в Лос Анджелис, след което двамата отново сменят компанията и се прехвърлят в „Atlantic Records“.

### 1965 – 1966: Звездният миг
През април 1965 г. първият им запис за новите издатели – „Just You“, стига до 20-о място в класациите. Това е началото на успехите за дуото, но междувременно Шер продължава да записва самостоятелно и с „Imperial Records“. Същата година Сони и Шер достигат върха на популярността си. Песента им „I Got You Babe“ успешно се конкурира дори и с изпълненията на Бийтълс и Елвис Пресли, и печели номер едно във всички класации. През същата година Шер издава и първия си самостоятелен хит – „All A Really Want To Do“. Сони и Шер вече са истински звезди и песните им достигат до много държави по света. През 1966 г. издават няколко албума и няколко хита, сред които най-открояващ e – „Little Man“. Шер издава и няколко самостоятелни хита – „Where Do You Go“, „Sunny“, „Alfie“, „I Feel Something In The Air“, както и „Bang Bang“, която става масово пята и от други изпълнители, на различни езици, и използвана и във филми.

### 1967 – 1969: Проба в Киното
Сони и Шер вече са доказани музиканти, но двамата имат и артистични заложби, затова са поканени да участват във филм. Кинолентата се казва – „Good Times“. Междувременно продължават да записват албуми и през 1967 г. се появява вторият им голям хит – „The Beat Goes On“, както и самостоятелните хитове на Шер – „You Better Sit Down Kids“ и „Mama“. През 1969 г. дуото отново са поканени да участват във филм, но този път взима участие само Шер. По време на снимките тя е вече бременна и в края на годината се ражда първородната им дъщеря – Частити.

### 1971 – 1974: Телевизионна и музикална звезда
През 1971 г. Шер се завръща на музикалната сцена след едногодишна пауза поради грижите около малката Частити, издавайки нов албум и нови хитове – „Gypsys, Tramps and Thieves“ и „The Way Of Love“, които са начело на всички класации. Имайки предвид успеха на двата филма през 1960-те, Сони и Шер получават предложение за самостоятелно телевизионно шоу със заглавие „Часът на комедията със Сони и Шер“, където разказват за това което ги събира заедно, като сипят шеги и закачки от ефира. Те се връщат и към музиката, издавайки дуетните хитове – „All I Ever Need Is You“ и „A Cowboy's Work Is Never Done“. Успех постигат и самостоятелните песни на Шер – „Living In A House Divided“, „Don't Hide Your Love“, „Am I Blue“, „Half-Breed“, „Carousel Man“, „Dark Lady“, „Train Of Though“. През 1974 г. Сони и Шер се развеждат. Няколко месеца след това двамата продължават да водят телевизионното си шоу, но зрителите усещат меланхолията, това че не е същото както преди и предаването се разпада.

### 1975 – 1982: Солова кариера и модна икона
Шер започва напълно самостоятелна кариера. Омъжва се за Грег Олман, от когото има син – Илайджа. Издава няколко солови хита – „These Days“, „Geronimo's Cadillac“, „Long Distance Love Affair“, „Pirate“. Започва да води отново комедийно шоу, но този път нейно самостоятелно. За нея започват да работят най-добрите дизайнери в света. Шер става истинска модна икона, сменяйки в предаване до 20 – 30 ексцентрични тоалета. През 1978 г. шоуто се разпада, но следващата година е нов дисковръх за Шер, която издава хитовете – „Take Me Home“, „Hell On Wheels“, „It's Too Late“, „Holdin' Out For Love“, „Bad Love“. През 1981 г. изненадва с успешния дует с Meat Loaf – „Dead Ringer For Love“.

### 1983 – 1987: Филмова звезда и музикална пауза
За да докаже на себе си и на останалите, че има талант и като актриса, Шер посвещава голяма част от 80-те години на ХХ век именно на своята актьорска кариера. Началото е с признатата ѝ роля в режисираната от Робърт Олтман бродуейска пиеса – Come back to the five and Dime, Jimmy Dean, Jimmy Dean (която повтаря и в последвалата филмова версия). Получава номинации за Оскар и Златен глобус за филмите – „Silkwood“ и „Mask“, а за 1987 г. печели Оскар за най-добра женска роля с участието си във филма „Лунатици“.

### 1987 – 1992: Завръщане към музикалната сцена
В края на 1987 г. Шер е вече доказана актриса, с множество участия във филми и награда Оскар, но се завръща и към музикалната сцена, с нов стил и имидж, издавайки албума – „Cher“, с включени хитове – „I Found Someone“, „We All Sleep Alone“, „Main Man“, както и новата рок версия на „Bang Bang“. Шер е истинска рок звезда и продължава да оглавява класациите с хитовете от следващия си албум от 1989 г. – „Heart Of Stone“, „If A Could Turn Back Time“, „Just like Jesse James“, „After All“. През 1990 г. се снима във филма „Русалки“, като саундтрака към филма – „The Shoop Shoop Song“ се превръща в невероятен хит, а на следващата година песните – „Save Up All Your Tears“ и „Love And Understanding“ набират моментално скорост.

### 1995 – 1996: Режисьорски дебют
В началото на 1995 г., след няколкогодишна музикална пауза, Шер отново изгрява с триото – „Love Can Build A Bridge“, с Chrissie Hynde и Neneh Cherry. Следващият сингъл, който издава и се превръща в емблематичен е „Walking In Memphis“, оригиналът на когото е на Mark Cohn. В края на годината излиза албумът – „It's A Man's World“, който е дореализиран през 1996 г. Открояват се песните – „One By One“, „Not Enough Love In The World“, „The Sun Ain't Gonna Shine Anymore“. През 1996 тя взима участие в главните роли на филмите „Вярна“ и „Ако стените можеха да говорят“, като на втория е и режисьор. В резултат на това обаче Шер се изтощава емоционално и физически. Хроничната ѝ умора я кара да се оттегли за известно време от публичното пространство.

### 1998: Смъртта на Сони Боно
В началото на 1998 г. своята гибел намира първата ѝ любов и дългогодишен приятел – Сони Боно. Това е емоционален срив за скандалната певица. Вестниците я обвиняват, че хленчи на микрофона, когато на погребението си казва последно сбогом със Сони.

### 1998 – 2000: Ерата наBelieve
През първата половина на 1998 г. Шер е смятана за една от залязващите изпълнителки, изминала своя професионален път, изпълнен с постижения. Но това се оказва само мит. През втората половина на годината се ражда може би най-големият хит на звездата – песента „Believe“ застава начело на всички класации по света, печели наградата Грами и много други. По същото време се появява и албумът „Believe“, като в него са включени не по-малките хитове – „Strong Enough“, „All Or Nothing“, „Dov'é L'amore“, „The Power“. Песента „Believe“ продава 11 милиона копия като сингъл, превръщайки се в най-продавания такъв за времето си, а едноименният албум е продаден в над 20 милиона копия, заемайки първи позиции в музикалните класации в десетки държави. За Шер вече не се говори като за залязващ артист, а като за единствената изпълнителка на възраст над 50 години, с хит номер 1 във всички класации, харесвана от млади и стари. През 1999 поп иконата прави и едно от най-мащабните си турнета – „Do You Believe Tour?“, изнасяйки 121 концертни шоу спектакъла на три континента (Северна Америка, Европа и Африка). С приходите си от 160 милиона долара турнето става едно от най-печелившите на жена артист. През същата година Шер се снима във филма „Чай с Мусолини“.

### 2001 – 2005: Living Proof, 40 години на сцена, Прощално турне
В началото на 2001 г. е реализиран дуетът с Ерос Рамацоти – „Piú Che Puoi“, а в края на годината поредният албум – „Living Proof“. Пилотният сингъл – „Ihe Music's No Good Without You“ бързо набира скорост, а песента „Song For The Lonely“ е посветена на атентата в Ню Йорк на 11.09.2001 г., в памет на всички загинали и пострадали. Други хитови парчета от албума са „A Different Kind Of Love Song“, „Alieve Again“, „Love One another“, „When The Money's Gone“, „Rain Rain“, „Love Is A Lonely Place Without You“. Въпреки някои пробиви в класациите, албумът така и не успява да надмине успеха на „Believe“.
През втората половина на 2002 г. Шер предприема поредното си турне, но този път прощално. В продължение на три години тя изнася над 325 грандиозни шоу спектакъла в Северна Америка, Европа и Австралия. Приходите ѝ достигат до 250 000 000 долара и гранд-дамата печели класациите за най-мащабно и успешно турне на жена изпълнител. Шер и до днес държи рекорда за най-дълга концертна обиколка – три години и половина. Концертът ѝ в Маями, на който присъстват 20 000 души е излъчен по HBO и отбелязва най-високия рейтинг на телевизията до този момент – 17 милиона души гледат неговото излъчване. Тя е провокативна и винаги залага на новаторски крещящ стил, с който нерядко е скандализирала публиката си. Има специално отношение към модата и още с първите си появявания на сцената шокира с авангардните си облекла. Нейното набито око по отношение на модните тенденции е оценено и от най-видните моделиери, но парадоксално Шер всяка година попада и в класациите на най-зле облечените жени.

### 2008 – 2011: Caesar's Palase и Бурлеска
В началото на 2008 г. Шер получава предложение в продължение на три години да изнесе над 200 шоу спектакъла в „Caesar's Palase“, Лас Вегас, срещу 60 милиона долара на година. Изпълнителката нарушава решението си, че се оттегля от сцената и подписва договора. Концертите приключват през май 2011 г. През 2010 г. започват снимките за филма „Бурлеска“, през 2011 мюзикълът е факт, а Шер си партнира с Кристина Агилера. Много от песните на двете звезди във филма стават популярни, но несъмнено „You Haven't Seen The Last Of Me“ грабва вниманието на меломаните и печели „Златен глобус“.

### 2013 – 2014: „Closer To The Truth“ и „Dressed To Kill Tour“
През есента на 2012 година Шер потвърждава в социалната мрежа Twitter, че работи по нов албум и обмисля друго турне. На 18 юни 2013 отново се завръща с първия сингъл „Woman's World“, представяйки го с лайв-изпълнение на финала на риалити-шоуто „The Voice“. Отзивите са сравнително добри и легендата отново провокира с облеклото си, като доказва, че на 67 години няма намерение да се отказва от шоубизнеса. Шер промотира песента с изпълнение на гей прайда в Ню Йорк, с изпълнение за Macy's излъчено по телевизията, интервюта в редица известни радио станции и телевизионни шоута. Видеото към песента се появява през август 2013 г., а през септември най-после дългоочаквания нов албум „Closer To The Truth“, в който са включени наистина впечатляващи песни като – „Dressed To Kill“, „I Hope You Find It“, „Take It Like A Man“, „I Walk Alone“, „Sirenes“, „Favorite Scars“ и други. На 22 март 2014 г. стартира световното турне – „Dressed To Kill Tour 2014“

## Шер като личност

### Странностите ѝ
Вилата на Шер в Малибу е обзаведена в ренесансов стил. Там певицата е отделила стая, предназначена специално за многобройните ѝ перуки – в червено, розово, сребърно, руси и тъмнокоси: „Притежавам стотици, и аз сама не знам колко са точно. Слагам ги, защото така се забавлявам. Това коренно преобразяване ми носи много радост. Истинско шоу е.“ –  коментира Шер страстта си към перуките. Тя допълва още: „Не се страхувам от това, че понякога разсмивам другите с вида си! Много хора търсят и сами влагат прекалено много смисъл в създаването на мода. За мен тя е развлечение, а не правене на докторат.“ На сцената изпълнителката изглежда перфектно, но у дома си е съвсем нормална жена. „Още щом затворя вратата вкъщи, си слагам панталоните за джогинг, тениска и връзвам косата си на конска опашка. Имам облекла за обществени изяви и за свободното време. Разделени са в отделни гардероби“ – разказва още тя.

### Мъжете в живота ѝ
Омъжва се за Сони Боно през 1964 г., но се развеждат през 1974. След развода двамата си остават близки и поддържат приятелски отношения.
В живота на Шер присъстват много известни мъже като Том Круз, Джийн Симънс, Вал Килмър, Ричи Самбора (китарист на „Бон Джоуви“), Рей Лиота, Елвис Пресли, Марлон Брандо, Майкъл Болтън и редица други холивудски звезди. В интервю за известния тв водещ Дейвид Летерман (видеоклип) тя уточнява с характерното си чувство за хумор, че не е успяла да отиде на среща с Елвис Пресли, защото била много изнервена и притеснена.
Шер среща Том Круз през 1980 г. в Белия дом веднага след неговия хитов филм „Рискован бизнес“ („Risky Business“) и признава, че била запленена от 23-годишната изгряваща звезда. Връзката на Шер с Том Круз продължава от 1981 до 1984 г. Тя признава за нея в интервю пред телевизионната водеща Опра Уинфри. По време на романса си с Круз Шер е на 39. Певицата винаги е казвала, че Том Круз е в топ 5 на нейните любовни авантюри.

### Пластичните операции
| „ | Това е моето тяло, ако поискам ще сложа циците на гърба си, не е ничия работа освен моя | “ |

Първоначално Шер отрича да е правила пластични операции и не обича да говори за това. Въпреки това тя удивлява обществеността с младежкия си вид и многото си татуировки (първоначално шест на брой, като вече е премахнала няколко). Често е наричана „Плакатното момиче“ (Poster girl) на пластичната хирургия. Грант Мак Кракен (Grant McCracken) в книгата си „Трансформации: Идентично строителство в съвременната култура“, прави паралел между пластични операции на Шер и трансформациите в кариерата ѝ: „Няма публична информация кога... Шер избра да има нейната пластична операция. Но това изглежда повече или по-малко в съответствие с останалата част от нейната кариерна трансформация. Нейната пластична хирургия не е само козметична. Тя е хиперболична, екстремна, над върха... Шер се ангажира с технологията на трансформация, който е драматична и необратима.“. Друга известна авторка Королина Рамазноглу (Caroline Ramazanoglu) казва за нея: „Операциите на Шер постепенно заменят силно, решително „етническия“ вид с по-симетричен, деликатен, „конвенционален“ (англосаксонски) на все по-млада версия на женската красота. Шер признава че си е „правила“ гърдите, оформяне на носа, изправяне на зъбите; също съобщава за извадени ребра, прекрояване на бедра и импланти в бузите. Нейното нормализирано изображение служи за стандарт, по който другите жени ще мерят, съдят и променят себе си.“.
В днешни Шер вече открито говори за своите пластични операции без притеснения. Тя признава, че бюстът ѝ е увеличен, формата на носа ѝ е променена, на устните ѝ са правени колагенови инжекции. Според експертите в този списък са и нееднократни инжекции с ботокс, повдигане на клепачите, лифтинг на лицето и шията. Наричат я изложба на постиженията на пластичната хирургия. Тя прибягва към услугите ѝ повече от 50 пъти, оставяйки от това, което природата ѝ е дарила, само долната си устна.
В епохата на хипитата нейната екзотична външност бързо идва на мода. „В началото не бях уверена в нищо, защото знаех, че от огледалото не ме гледа синеока блондинка, каквато винаги ми се е искало да бъда“, разказва по-късно Шер. От огледалото тогава я гледа върлина с конска физиономия и с гъсти дълги черни коси.
Тя неведнъж се противопоставя на природата, опитвайки се да промени своята външност. На Шер не ѝ трябва да прилича на никой друг. Дяволското обаяние на изпълнителката я прави уникална и несравнима. Неотдавна певицата дори бе удостоена с честта да стане модел за куклата Барби – своеобразно признание на заслугите на Шер, които могат да се изброяват безкрайно. Самата Шер признава че винаги е искала да бъде блондинка със сини очи. Уви нейните трансформации на сцената надхвърлят тази нейна мечта.
Поклонниците ѝ я наричат символ на неповторимия стил. Тези, които не я харесват, яростно ѝ лепят етикета на най-безвкусно обличащата се персона. „Никога не са ме възприемали сериозно като актриса или певица, въпреки Оскара и наградата Грами“ – възмущава се Шер и продължава да шокира публиката с невероятно облекло и смяна на имиджа. Една от най-забележителните ѝ рокли например се състои от прозрачен плат и няколко огърлици, а многобройните татуировки по тялото ѝ са известни на всички фенове. Да не говорим за смелите експерименти зад стените на козметичните клиники. Актрисата ползва услугите на най-добрите клиники с безупречна репутация. При това тя прекарва по 2 часа дневно в спортната зала, плува и даже издаде два курса по видеофитнес за своите поклонници. „Имам мечта – никога да не остарея. Плаша се, че ще настъпи денят, когато ще дойде климаксът, ще се събудя като стара мърморана и няма да ми се иска да отида в Дисниленд“ – заявява тя в едно интервю.

### Татуировките
Шер прави първата си татуировка през 1972. Тази татуировка е може би най-известната и буди у всички, които са я виждали, удивление и в много случаи неразбиране. Представлява пеперуда сред цветя, а мястото където тя се намира скандализира всички в онези времена. Според Сони Боно: „Говоренето за нейната пеперудена татуировка е нищо, все едно да игнорираш пясъчна буря в Мохаве. Това бе точно ефектът, който Шер искаше да постигне. Тя обичаше да прави нещата заради шока, който те създават. И тя продължава да го прави. Тя ще създаде някои противоречия и след това ще каже на критиците си да ги залепят.“. В края на 1990 г. Шер започва да премахва лазерно някои татуировки. Процесът все още е в ход, когато през 2000 г. тя коментира: „Когато се татуирах, само лошите момичета го правеха: аз, Джанис Джоплин и рокерите. Сега това не означава нищо. Никой не бе изненадан. Направих си татуировка веднага след като напуснах Сони и се почувствах наистина независима. Това бе моята идентификационна карта.“.

## Дискография

### Студийни албуми
- All I Really Want to Do (1965)
- The Sonny Side of Chèr (1966)
- Chèr (1966)
- With Love, Chèr (1967)
- Backstage (1968)
- 3614 Jackson Highway (1969)
- Gypsys, Tramps & Thieves (1971)
- Foxy Lady (1972)
- Bittersweet White Light (1973)
- Half-Breed (1973)
- Dark Lady (1974)
- Stars (1975)
- I'd Rather Believe in You (1976)
- Cherished (1977)
- Take Me Home (1979)
- Prisoner (1979)
- I Paralyze (1982)
- Cher (1987)
- Heart of Stone (1989)
- Love Hurts (1991)
- It's a Man's World (1995)
- Believe (1998)
- not.com.mercial (2000)
- Living Proof (2001)
- Closer To The Truth (2013)
- Dancing Queen (2018)

### Компилации
- Cher's Golden Greats (1968)
- Superpack Vol. 1 (1972)
- Superpack Vol. 2 (1972)
- Greatest Hits (1974)
- Greatest Hits: 1965 – 1992 (1992)
- If I Could Turn Back Time: Cher's Greatest Hits (1999)
- The Greatest Hits (1999)
- The Very Best of Cher (2003)
- Gold (2005)
- Icon (2011)

### Саундтракове
- Chastity (1969)
- Mermaids (1990)
- Burlesque (2010)

### Албуми на живо
- Live! The Farewell Tour (2003)

### Видео албуми
- Extravaganza: Live at the Mirage (1992)
- The Video Collection (1993)
- Live in Concert (1993)
- The Farewell Tour (2003)
- The Very Best of Cher: The Video Hits Collection (2004)
- Live at the Mirage (2005)

### Други албуми
- Two the Hard Way (1977)
- Black Rose (1980)

### Сингли

#### 1960-те
- All I Really Want to Do (1965)
- Where Do You Go (1965)
- Bang Bang (My Baby Shot Me Down) (1966)
- Alfie (1966)
- I Feel Something in The Air (1966)
- Sunny (1966)
- Behind the Door (1966)
- Mama (When My Dollies Have Babies) (1966)
- Hey Joe (1967)
- You Better Sit Down Kids (1967)
- Ma Piano (Per Non Svegliarmi) (1967)
- The Click Song (1968)
- Take Me for a Little While (1968)
- Yours Until Tomorrow (1968)
- For What It's Worth (1969)
- I Walk on Guilded Splinters/Chastity's Song (Band of Thieves) (1969)
- The First Time (1969)

#### 1970-те
- Gypsys, Tramps & Thieves (1971)
- The Way of Love (1972)
- Living in a House Divided (1972)
- Don't Hide Your Love (1972)
- Am I Blue? (1973)
- Half-Breed (1973)
- Dark Lady (1974)
- Train of Thought (1974)
- I Saw a Man and He Danced with His Wife (1974)
- Rescue Me (1974)
- A Woman's Story (1974)
- Geronimo's Cadillac (1975)
- Long Distance Love Affair (1976)
- Pirate (1977)
- War Paint and Soft Feathers (1977)
- Take Me Home (1979)
- Wasn't It Good (1979)
- It's Too Late (To Love Me Now) (1979)
- Hell on Wheels (1979)

#### 1980-те
- Rudy (1982)
- I Paralyze (1982)
- I Found Someone (1987)
- We All Sleep Alone (1988)
- Skin Deep (1988)
- After All (1989)
- If I Could Turn Back Time (1989)

#### 1990-те
- Just Like Jesse James (1990)
- Heart of Stone (1990)
- You Wouldn't Know Love (1990)
- Baby I'm Yours (1990)
- The Shoop Shoop Song (It's in His Kiss) (1990)
- Love and Understanding (1991)
- Save Up All Your Tears (1991)
- Love Hurts (1991)
- Could've Been You (1992)
- When Lovers Become Strangers (1992)
- Oh No Not My Baby (1992)
- Whenever You're Near (1992)
- Many Rivers to Cross (1993)
- It Ain't Necessarily So (1994)
- Love Can Build a Bridge (1995)
- Walking in Memphis (1995)
- One by One (1996)
- Not Enough Love in the World (1996)
- The Sun Ain't Gonna Shine Anymore (1996)
- Paradise Is Here (1996)
- Believe (1998)
- Strong Enough (1999)
- All or Nothing (1999)
- Dov'è l'amore (1999)

#### 2000-те
- The Music's No Good Without You (2001)
- Alive Again (2002)
- Song for the Lonely (2002)
- A Different Kind of Love Song (2002)
- When the Money's Gone (2003)
- Love One Another (2003)

#### 2010-те
- You Haven't Seen the Last of Me (2010)
- Woman's World (2013)
- I Hope You Find It (2013)
- Take It Like a Man (2013)
- I Walk Alone (2014)
- Fernando (2018)
- Gimme! Gimme! Gimme! (A Man After Midnight) (2018)
- SOS (2018)

#### 2020-те
- Chiquitita (2020)
- Walls (2021)

## Видеоклипове
| Видеоклип                               | Премиера | Албум                    |
| --------------------------------------- | -------- | ------------------------ |
| Gypsys, tramps & thieves                | 1971     | Gypsys, tramps & thieves |
| Half-breed                              | 1973     | Half-breed               |
| Dark lady                               | 1974     | Dark lady                |
| Take me home                            | 1979     | Take me home             |
| Love & pain                             | 1979     | Take me home             |
| Hell on wheels                          | 1979     | Prisoner                 |
| I found someone                         | 1987     | Cher                     |
| We all sleep alone                      | 1988     | Cher                     |
| Main man                                | 1988     | Cher                     |
| Just like Jesse James                   | 1989     | Heart of stone           |
| If I could turn back time               | 1989     | Heart of stone           |
| Heart of stone                          | 1989     | Heart of stone           |
| The shoop shoop song (It's in his kiss) | 1990     | Love hurts               |
| Love and understanding                  | 1991     | Love hurts               |
| Save up all your tears                  | 1991     | Love hurts               |
| Walking in memphis                      | 1995     | It's a man's world       |
| One by one                              | 1996     | It's a man's world       |
| Believe                                 | 1998     | Believe                  |
| Strong enough                           | 1999     | Believe                  |
| All or nothing                          | 1999     | Believe                  |
| Dov'è L'amore                           | 1999     | Believe                  |
| Più che puoi                            | 2001     | -                        |
| The music's no good without you         | 2001     | Living proof             |
| Alive again                             | 2002     | Living proof             |
| Song for the lonely                     | 2002     | Living proof             |
| You haven't seen the lLast of me        | 2011     | Burlesque                |
| Woman's world                           | 2013     | Closer to the truth      |
| SOS                                     | 2018     | Dancing queen            |
| Chiquitita (испанска версия)            | 2020     | -                        |

## Турнета
- Take Me Home Tour (1980 – 1982)
- Heart of Stone Tour (1990)
- Love Hurts Tour (1991 – 1992)
- Do You Believe? Tour (1999 – 2000)
- Living Proof: The Farewell Tour (2002 – 2005)
- Dressed to Kill Tour (2014)
- Here We Go Again Tour (2018 – 2020)

## Концерти
- A Celebration at Caesar's Palace (1979 – 1981)
- Cher at the Colosseum (2008 – 2011)
- Classic Cher (2017 – 2020)

## Продукти

### Аромати
- Uninhibited (1987)

## Избрана филмография
| Година | Филм                    | Оригинално заглавие         | Роля               | Режисьор       | Бележки                        |
| ------ | ----------------------- | --------------------------- | ------------------ | -------------- | ------------------------------ |
| 1983   | Силкууд                 | Silkwood                    | Доли Пеликер       | Майк Никълс    |                                |
| 1987   | Вещиците от Истуик      | The Witches of Eastwick     | Александра Медфорд | Джордж Милър   |                                |
| 1987   | Лунатици                | Moonstruck                  | Лорета Касторини   | Норман Джуисън | Оскар за най-добра женска роля |
| 2003   | Лепнат за теб           | Stuck On You                | Шер / Хани         | братя Фарели   |                                |
| 2010   | Бурлеск                 | Burlesque                   | Тес Скали          | Стийв Антин    |                                |
| 2018   | Мама Миа! Отново заедно | Mamma Mia! Here We Go Again | Руби Шеридън       | Ол Паркър      |                                |